# Heath, Texas
Heath là một thành phố thuộc quận Rockwall, tiểu bang Texas, Hoa Kỳ. Năm 2010, dân số của xã này là 6921 người.

## Dân số
- Dân số năm 2000: 4149 người.
- Dân số năm 2010: 6921 người.